# Artillery Lake
Artillery Lake ist ein 75 km langer See in den Nordwest-Territorien von Kanada. Der See liegt im Thaidene-Nëné-Nationalpark.

## Lage
Der Artillery Lake wird vom Lockhart River durchflossen, der 30 km westlich seines Südendes in die McLeod Bay des Großen Sklavensees mündet. Seine Fläche beträgt 535 km², die Gesamtfläche mit Inseln 551 km². Das Einzugsgebiet des Sees umfasst 26.600 km².